# Ледовських В'ячеслав Михайлович
В'ячеслав Михайлович Ледовських (рос. Вячеслав Михайлович Ледовских; нар. 17 січня 1948, Караганда, Казахська РСР) — радянський футболіст, захисник. По завершенні кар'єри — радянський, російський та казахстанський тренер.

## Кар'єра гравця
В'ячеслав Ледовських народився в місті Караганда. Розпочав ходити у футбольну секцію рідного, де в подальшому почав кар'єру в «Шахтарі». Також виступав в таких командах, як хромтауський «Гірник» і шимкентский «Металург».

## Кар'єра тренера
На початку 1980-их років завершив кар'єру гравця та розпочав тренерську діяльність. Спочатку допомогав тренувати казахстанські клуби «Шахатар» (Караганда), «Енергетик» (Костанай) та «Іртиш» (Павлодар). У 1990 році очолив рідну команду «Шахтар», але вже в вересні залишив карагандинський клуб. З початку року й до травня 1991 року працював головним тренером хмельницького «Поділля». З 1992 по 2006 роках очолював російські команди другому дивізіону «Металург» (Новотроїцьк),  «Ізумруд» (Тимашевськ), «Арсенал-2» (Тула), «Дон» (Новомосковськ) та «Локомотив» (Калуга).
У 2005 році закінчив московську вищу школу тренерів. Проходив стажування в мадридському «Реалі» і «Хетафе».
З 2007 року повернувся на батьківщину, де працював головним тренером у клубах «Казахмис» (Сатпаев), ФК «Астана», «Акжайк» (Уральськ), «Окжетпес» (Кокшетау), ФК «Іль-Саулет» та «Кизилжар» (Петропавловськ).
У 2012 році отримав тренерську ліцензію PRO.

## Особисте життя
Молодший брат Сергій — футболіст, який виступав за карагандинський «Шахтар». Сини Костянтин і Денис — футбольні воротарі.

## Досягнення

### Як тренера
- Перша ліга Казахстану
  -  Чемпіон (1): 2007
  -  Срібний призер (1): 2009
  -  Бронзовий призер (2): 2011, 2012